# Most Marie Skłodowské-Curie
Most Marie Skłodowské-Curie (polsky Most Marii Skłodowskiej-Curie) je most přes řeku Vislu ve Varšavě v Polsku. Spojuje předměstí Białołęka a Bielany. Stavba se skládá ze tří samostatných částí (mostů): dvou pro automobilovou dopravu a jednoho pro tramvaje, cyklisty a pěší. První dvě části byly dokončeny 24. března 2012, čímž se most stal osmou spojnicí přes řeku ve Varšavě. 21. ledna 2013 pak byla otevřena třetí část, čímž byl most dokončen.
Výstavba mostu byla slavnostně zahájena dne 3. června 2009. Práce provedla společnost Pol-Aqua ve spolupráci se španělskou skupinou Sando a Kromiss-Bis. 
Během projektové přípravy a stavebních prací byl most předběžně pojmenován jako Severní most kvůli své poloze na severu města. Starostka Varšavy Hanna Gronkiewicz-Waltz pak oznámila, že požádá městskou radu o pojmenování mostu na počest papeže Jana Pavla II. Dne 1. prosince 2011 byl však název mostu oficiálně změněn na Most Marie Skłodowské-Curie na počest dvojnásobné nositelky Nobelovy ceny polského původu, a to proti vůli občanů a vedení čtvrtí Bielany a Białołęka.

## Umístění
Šířka řeky v místě, kde most stojí, dosahuje asi 650 metrů. Na západním břehu Visly je most prodloužením mostu gen. Marii Wittek, na východě gen. Ryszarda Kuklińskiego.